# Élections législatives danoises de 1977
Les élections législatives danoises de 1977 ont eu lieu le 15 février 1977.

## Contexte
À la suite des élections précédentes, le social-démocrate Anker Jørgensen redevient Premier ministre à la tête d'un gouvernement minoritaire ne rassemblant que des membres de son parti. Ces élections se tiennent deux ans avant la fin du mandat des députés.

## Système électoral
Les 179 députés du Folketing sont élus au suffrage universel direct pour un mandat de quatre ans via un système électoral mixte associant un scrutin proportionnel plurinominal dans le cadre de circonscriptions associé à une répartition par compensation.
Les 179 députés sont répartis comme suit, :
- 175 pour le Danemark propre ;
- 2 pour les Îles Féroé ;
- 2 pour le Groenland.

## Résultats

### Danemark métropolitain
| Inscrits                     | Inscrits                 | Inscrits                 | 3 523 074 |             |                       |                       |
| Abstentions                  | Abstentions              | Abstentions              | 398 107   | 11,3 %      |                       |                       |
| Votants                      | Votants                  | Votants                  | 3 124 967 | 88,7 %      |                       |                       |
|                              |                          |                          |           |             |                       |                       |
| Bulletins enregistrés        | Bulletins enregistrés    | Bulletins enregistrés    | 3 124 967 |             |                       |                       |
| Bulletins blancs ou nuls     | Bulletins blancs ou nuls | Bulletins blancs ou nuls | 18 670    | 0,6 %       |                       |                       |
| Suffrages exprimés           | Suffrages exprimés       | Suffrages exprimés       | 3 106 297 | 99,4 %      | 175 sièges à pourvoir | 175 sièges à pourvoir |
|                              |                          |                          |           |             |                       |                       |
| Liste                        | Tête de liste            |                          | Suffrages | Pourcentage | Sièges acquis         | Var.                  |
| Social-démocratie            | Anker Jørgensen          |                          | 1 150 355 | 37,03 %     | 65 / 175              | +12                   |
| Parti du progrès             | Mogens Glistrup          |                          | 453 792   | 14,61 %     | 26 / 175              | +2                    |
| Venstre                      | Poul Hartling            |                          | 371 728   | 11,97 %     | 21 / 175              | -21                   |
| Parti populaire conservateur | Poul Schlüter            |                          | 263 262   | 8,48 %      | 15 / 175              | +5                    |
| Démocrates du centre         | Erhard Jakobsen          |                          | 200 347   | 6,45 %      | 11 / 175              | +11                   |
| Parti populaire socialiste   | Gert Petersen            |                          | 120 357   | 3,87 %      | 7 / 175               | -2                    |
| Parti communiste du Danemark | Jørgen Jensen            |                          | 114 022   | 3,67 %      | 7 / 175               | =                     |
| Parti social-libéral danois  | Svend Haugaard           |                          | 113 330   | 3,65 %      | 6 / 175               | -7                    |
| Chrétiens démocrates         | Jens Møller              |                          | 106 082   | 3,42 %      | 6 / 175               | -3                    |
| Parti de la justice          | Direction collégiale     |                          | 102 149   | 3,29 %      | 6 / 175               | +6                    |
| Socialistes de gauche        | Direction collégiale     |                          | 83 667    | 2,69 %      | 5 / 175               | +1                    |
| Parti des retraités          | Néant                    |                          | 26 889    | 0,87 %      | 0 / 175               | n/a                   |
| Indépendants                 | Néant                    |                          | 317       | 0,01 %      | 0 / 175               | =                     |

### Féroé
| Inscrits                    | Inscrits                 | Inscrits                 | 26 050    |             |                     |                     |
| Abstentions                 | Abstentions              | Abstentions              | 9 664     | 37,1 %      |                     |                     |
| Votants                     | Votants                  | Votants                  | 16 386    | 62,9 %      |                     |                     |
|                             |                          |                          |           |             |                     |                     |
| Bulletins enregistrés       | Bulletins enregistrés    | Bulletins enregistrés    | 16 386    |             |                     |                     |
| Bulletins blancs ou nuls    | Bulletins blancs ou nuls | Bulletins blancs ou nuls | 43        | 0,26 %      |                     |                     |
| Suffrages exprimés          | Suffrages exprimés       | Suffrages exprimés       | 16 343    | 99,74 %     | 2 sièges à pourvoir | 2 sièges à pourvoir |
|                             |                          |                          |           |             |                     |                     |
| Liste                       | Tête de liste            |                          | Suffrages | Pourcentage | Sièges acquis       | Var.                |
| Parti de l'union            | Néant                    |                          | 5 183     | 31,71 %     | 1 / 2               | +1                  |
| Parti social-démocrate      | Néant                    |                          | 3 681     | 22,52 %     | 1 / 2               | =                   |
| Tjóðveldi                   | Néant                    |                          | 3 057     | 18,71 %     | 0 / 2               | -1                  |
| Parti du peuple             | Néant                    |                          | 2 773     | 16,97 %     | 0 / 2               | =                   |
| Parti de l'autogouvernement | Néant                    |                          | 551       | 3,37 %      | 0 / 2               | n/a                 |
| Parti du progrès            | Néant                    |                          | 207       | 1,27 %      | 0 / 2               | n/a                 |
| Indépendants                | Néant                    |                          | 891       | 5,45 %      | 0 / 2               | n/a                 |

### Groenland
| Votants                  | Votants                  | Votants                  | 17 989    |             |                     |                     |
|                          |                          |                          |           |             |                     |                     |
| Bulletins enregistrés    | Bulletins enregistrés    | Bulletins enregistrés    | 17 989    |             |                     |                     |
| Bulletins blancs ou nuls | Bulletins blancs ou nuls | Bulletins blancs ou nuls | 384       | 2,13 %      |                     |                     |
| Suffrages exprimés       | Suffrages exprimés       | Suffrages exprimés       | 17 605    | 97,87 %     | 2 sièges à pourvoir | 2 sièges à pourvoir |
|                          |                          |                          |           |             |                     |                     |
| Liste                    | Tête de liste            |                          | Suffrages | Pourcentage | Sièges acquis       | Var.                |
| Indépendants             | Néant                    |                          | 17 605    | 100 %       | 2 / 2               | =                   |